# Gabriel Fallope
Gabriele Falloppio ou Gabriele Falloppia, né vers 1523 à Modène et mort le 9 octobre 1562 à Padoue, connu dans les lettres françaises sous le nom de Gabriel Fallope et connu dans la République des Lettres sous son nom latin Fallopius, est un prêtre catholique, naturaliste, botaniste, anatomiste et chirurgien italien du XVIe siècle, considéré comme l'un des plus importants anatomistes et médecins de son époque.

## Biographie
Gabriele Falloppio a étudié la médecine à l'université de Ferrare, l'une des trois premières d'Europe à disposer d'une chaire de botanique (en 1543) comme sujet autonome dans le cursus médical, après celles de Padoue (1533) et de Bologne (1534).
C'était l'âge d'or de l'anatomie, c'est-à-dire que l'anatomie n'est plus seulement une propédeutique (savoir de base ou d'introduction), elle devient une discipline autonome, avec son propre programme de recherches, faites de dissections plus fréquentes selon des techniques rigoureuses. Parmi les contemporains de Falloppio, on trouvait de grands anatomistes comme Vésale, Eustachius, et Realdo Colombo (à qui il a succédé à Padoue).
Il professa l'anatomie et la chirurgie à l'université de Ferrare, puis celle de Pise (1548), et enfin celle de Padoue (à partir de 1551), où il a pu disséquer jusqu'à 7 cadavres par an, ce qui était une faveur assez rare pour son temps.  
Il enseigne aussi la botanique à la première chaire de matière médicale fondée en Europe : celle de Padoue (1533), où il est le deuxième titulaire en succédant à Francesco Bonafede.  
Il meurt à Padoue avant l'âge de 40 ans. Il fut inhumé dans la basilique Saint-Antoine, puis dans un cloître attenant (cloitre du Chapitre).
Nicolas Éloy dit de lui :
« Il a très bien corrigé les fautes qui étaient échappées à Vésale […] mais comme il n'était point d'un caractère présomptueux, il propose ses découvertes avec modestie, et combat les erreurs des autres avec modération. Il eut toute sa vie un respect extrême pour Vésale, son Maître, et il ne manqua jamais aux droits de l'amitié envers personne ».

## Travaux
Il est le premier qui ait élucidé l'anatomie de l'embryon humain, en démontrant l'absence de la vésicule allantoïde (qui n'existe que chez les oiseaux et les reptiles).
Les travaux de Falloppio concernent surtout l'anatomie des nerfs crâniens, et celle de l'appareil génital féminin.

### Système nerveux
Il corrige et précise Vésale dans son anatomie de l'œil, en situant la position du cristallin et du corps ciliaire. Il reconnait l'origine des nerfs optiques près des tubercules quadrijumeaux.
Il décrit en détail le tympan et ses relations avec l'anneau osseux dans lequel il est situé, ainsi que les structures de l'oreille moyenne et de l'oreille interne. Il décrit correctement le parcours du nerf acoustique ; de même, il décrit le nerf facial, le nerf glossopharyngien et les branches du nerf trijumeau. 
Il distingue le plexus cardiaque, mais se trompe en liant le nerf vague au tronc sympathique.

### Appareil génital féminin
Il note l'analogie structurelle entre le clitoris et la verge, en reconnaissant que la verge ne pénètre pas dans l'utérus durant le coït. On confondait auparavant le col de l'utérus avec les culs de sac vaginaux. Il forge ainsi le terme vagina . 
Son nom reste très connu pour sa découverte des tubes utérins ou trompes de Fallope. Cependant, ces annexes étaient déjà connues d'auteurs antiques, comme Rufus d'Éphèse, quoique tombées plus ou moins dans l'oubli,.
Il propose l'utilisation de ce que certains ont d'abord cru être un préservatif, « fourreau d'étoffe légère, fait sur mesure, pour protéger des maladies vénériennes », pour se protéger de la syphilis dans « De morbo gallico » publié après sa mort en 1564 après avoir testé son efficacité sur 1 100 hommes. Il écrivait en fait : « Demum cum coiverit ponat supra glandem et recurrat praeputium », indiquant qu'il s'agissait d'un remède posé après la relation.

## Éponymie

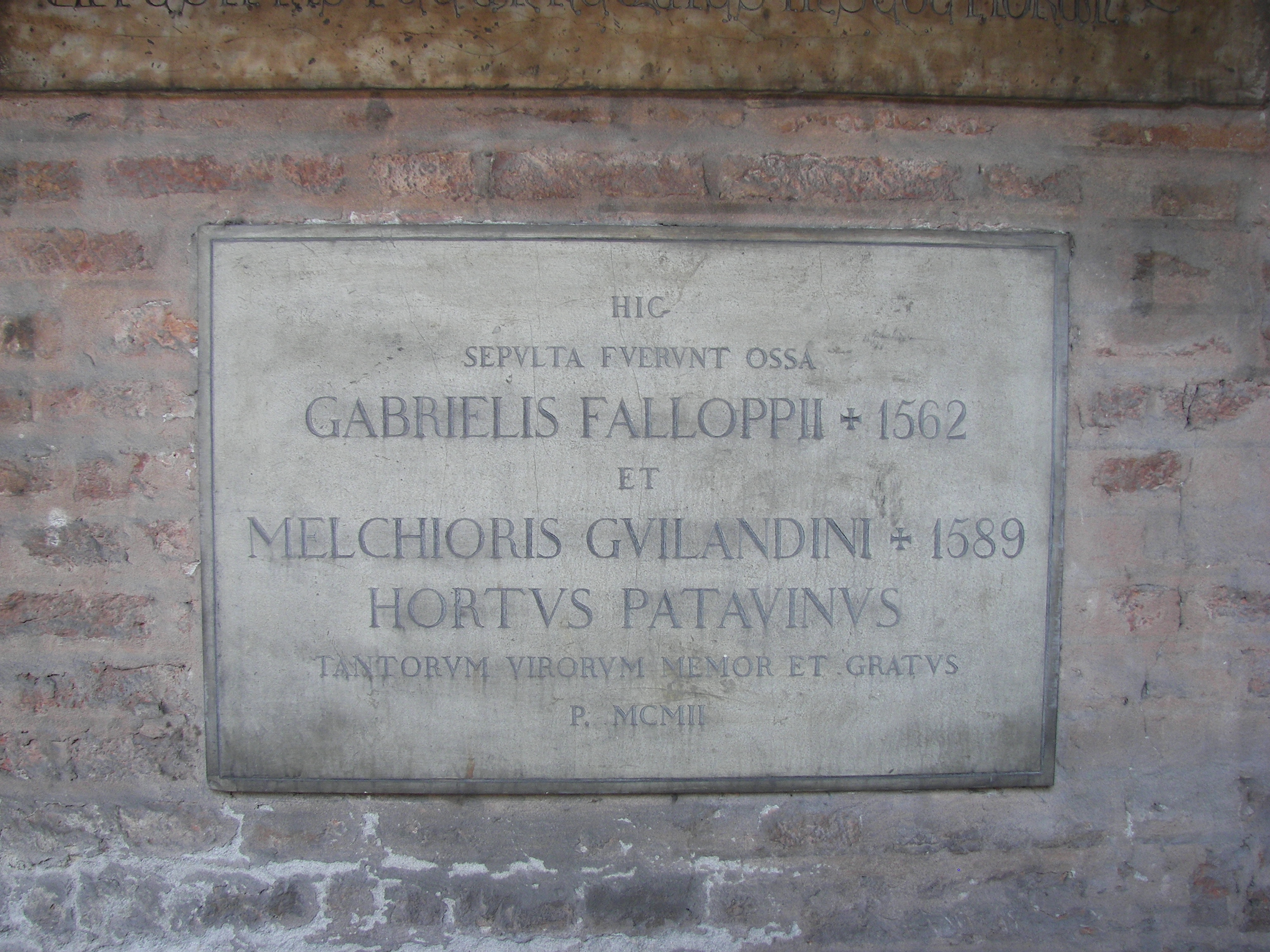
Pierre tombale de Gabriel Fallope, cloître du Chapitre, Basilique Saint Antoine, Padoue

- Aqueduc ou canal de Fallope : canal creusé dans l'os temporal, conduisant le nerf facial.
- Arcade ou ligament de Fallope : ligament inguinal ou arcade crurale, qui va de l'épine iliaque antérosupérieure à la symphyse pubienne.
- Hiatus de Fallope : orifice du rocher (face antérosupérieure) livrant passage aux grands nerfs pétreux.

- Trompe de Fallope : tube utérin.
- Valvule de Fallope : valvule iléocécale ou valvule de Bauhin.

## Liste partielle des publications
- De Metallis atque Fossilibus, 1557.
- Observationes anatomicae, Venise, 1561 puis Cologne 1562 (en ligne) et Paris, 1562 (en ligne) ; traduction en italien par G. Righi et P. Di Pietro, Modène, 1964.
- Secreti diversi et miracolosi,  Venise, 1563 (en ligne)
- De medicatis aquis atque de fossilibus, Venise, 1569 (en ligne)
- De morbo gallico, Padoue 1563, Venise 1574 (en ligne)
- De partibus similaribus humani corporis, Nuremberg, 1575 (en ligne)
- De ulceribus, Venise 1577 (en ligne)
- Divers Opuscules réunis sous le titre de Opera tam practica quam theorica, Venise, 1584, et Francfort, 1600, 3 volumes in-folio.
- Opera omnia  (1584; 1600; 1606). 
  - En ligne : édition de 1584

## Sources
- Marie-Nicolas Bouillet  et Alexis Chassang (dir.), « Gabriel Fallope » dans Dictionnaire universel d’histoire et de géographie, 1878 (lire sur Wikisource)
- (en) Michael Stolberg, Gabrielle Falloppia. The life and work of a Renaissance anatomist., London, Routledge, 2023 (ISBN 978-1-032-14970-7).